# 코살라
코살라(산스크리트어: कोसलः, 프라크리트어: 𑀓𑁄𑀲𑀮), 또는 "우타라코살라"("북부 코살라")는 고대 인도의 십육대국 중 하나였다. 코살라는 후기 베다 시대에 작은 국가로 부상했고, (마가다와 함께) 혈통을 바탕으로 한 사회에서 군주제로 이행한 초기 국가들 중 하나가 되었다. 기원전 6세기경에는 마가다, 밧사, 아반티와 함께 고대 북인도의 4대 강국 중 하나가 되었다.
코살라는 북부흑광토기 문화권(기원전 700~300년경)에 속하며,  도시화와 철의 사용으로 독립적으로 발전한 후 인근 쿠루-판찰라 지역의 채문회색토기 문화권과는 문화적으로 구별되었다. 라마, 마하비라, 고타마 싯다르타가 모두 속했던 것으로 여겨지는 이크슈바쿠의 혈통(리그베다에서는 라자로, 아타르바베다에서는 고대 영웅으로 묘사됨)이 코살라 왕국을 특징짓는 요소로 작용했다.
인도의 2대 서사시 중 하나인 라마야나는 코살라의 왕자 라마가 비데하의 공주 시타와 결혼하는 "코살라-비데하" 영역을 배경으로 한다.
코살라는 이웃 왕국과의 전쟁을 거듭한 끝에 마침내 기원전 5세기에 마가다 왕국에 패배하여 흡수되었다. 마우리아 제국의 붕괴 이후 쿠샨 제국이 확장되기 전까지 코살라는 데바 왕조, 다타 왕조, 미트라 왕조의 지배를 받았다.

## 위치

### 지리
코살라는 서쪽으로는 곰티강, 남쪽으로는 사르피카강, 동쪽으로는 사다니라강을 경계로 비데하와 경계를 이루고 있었으며, 북쪽으로는 네팔 언덕을 경계로 하고 있었다. 전성기에는 샤카족, 말라족, 콜리야족, 칼라마족, 모리야족의 영토를 포함하고 있었다. 대략 오늘날 인도의 아와드 지역에 해당한다.

### 도시와 마을
코살라 지역에는 아요디아, 사케타, 슈라바스티라는 세 개의 주요 도시와 세타비아, 우카타, 단다카파, 날라카파나, 판카다 같은 여러 작은 도시가 있었다. 푸라나와 라마야나 서사시에 따르면 아요디아는 아크슈바쿠와 그의 후손들이 통치하던 시절 코살라의 수도였다. 슈라바스티는 십육대국 시대(기원전 6~5세기)에 코살라의 수도로 기록되어 있지만, 마우리아 이후(기원전 2~1세기)의 왕들은 아요디아에서 주화를 발행했다.

## 종교 문헌에서의 언급

### 불교와 자이나교 문헌

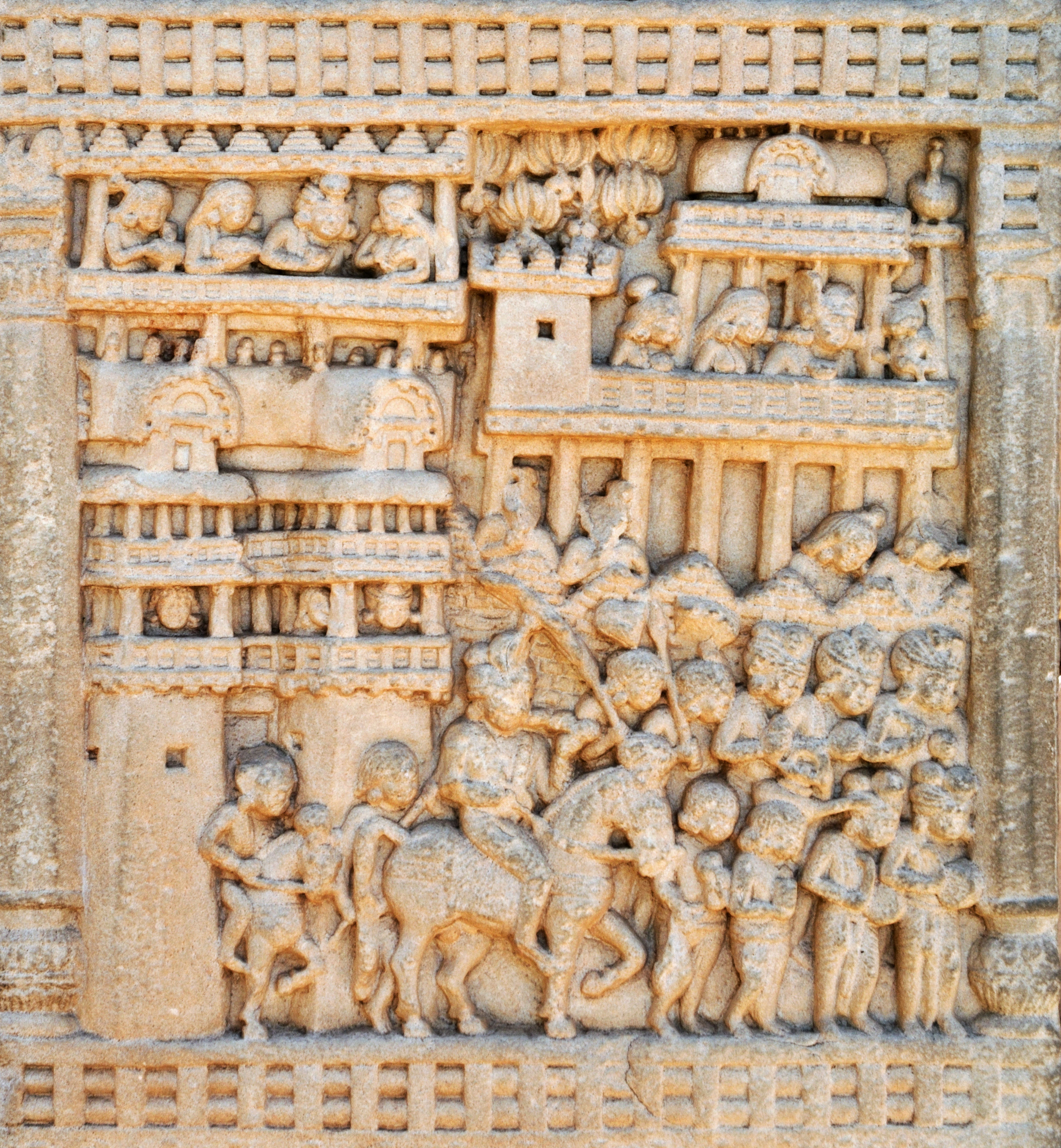
석가모니를 만나기 위해 슈라바스티를 떠나는 코살라의 프라세나지트 행렬을 묘사한 산치의 부조.

마하비라는 자이나교의 24대 티르탕카라로서 코살라에서 제자들을 가르쳤다. 불교 경전인 맛지마 니까야에서는 싯다르타를 코살라인으로 언급하는데, 이는 코살라가 전통적으로 싯다르타가 속해 있다고 믿어온 샤카 일족을 정복했을 수 있음을 나타낸다.

### 베다 문학
코살라는 초기 베다 문헌에는 언급되지 않지만 후기 베다 문헌인 샤타파타 브라마나 (기원전 7~6세기, 최종판, 기원전 300년)와 칼파수트라(기원전 6세기)에서 언급되고 있다.

### 푸라나
라마야나, 마하바라타 및 푸라나에 따르면 코살라 왕국의 지배 가문은 이크슈바쿠 왕의 후손인 이크슈바쿠 왕조였다. 푸라나는 이크슈바쿠에서 프라세나지트까지의 이크슈바쿠 왕조의 왕 목록을 나열한다. 라마야나에 따르면 라마는 수도인 아요디아에서 코살라 왕국을 통치했다.

## 문화
코살라는 흑적색토기 문화(기원전 1450~1200년경부터 기원전 700~500년경까지)에 선행하는 북부흑광토기 문화(기원전 700~300년경)에 속해 있었다. 중앙 갠지스 평원은 남아시아에서 가장 먼저 벼를 재배한 지역으로, 기원전 700년경 철기 시대로 접어들었다. 팀 홉킨스에 이어 제프리 사무엘에 따르면, 중앙 갠지스 평원은 서쪽 쿠루-판칼라의 베다 아리아인의 채문회색토기 문화와 문화적으로 구별되며, 도시화와 철의 사용을 향한 독자적인 발전을 보였다.

### 종교

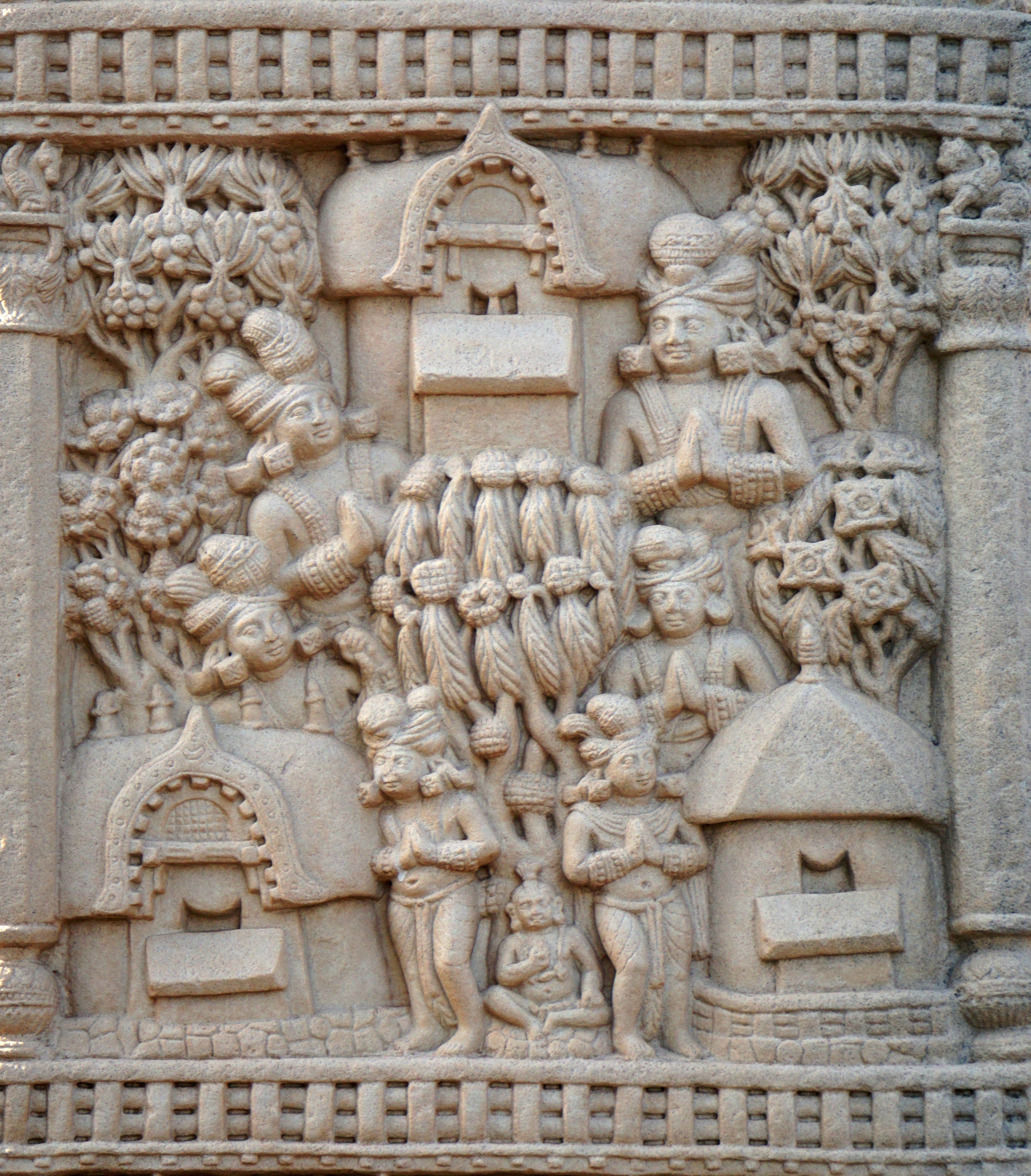
붓다가 선호하는 세 곳의 거주지를 보여주는 슈라바스티의 기원정사, 산치

코살라는 베다의 중심지인 쿠루-판찰라와 마가다의 문화가 교차하는 지점에 위치해 있었다. 알렉산더 윈에 따르면 코살라-비데하 문화는 정통 베다 전통, 금욕주의 및 사변적 전통의 중심에 있었으며, 아마도 리그베다 시대 후기까지 거슬러 올라갈 수 있다고 한다. 코살라-비데하 문화는 야주르베다의 슈클라 학파의 본거지로 여겨진다.
마이클 위첼과 조엘 브렌튼에 따르면, 베다 전통의 칸바 학파(그리고 최초의 우파니샤드, 즉 브리하다라냐카 우파니샤드)는 베다 중기 및 후기 시대에 코살라에 기반을 두고 있었다. 코살라에는 베다의 무니뿐만 아니라 불교도, 자이나교도, 아지비카교도, 나가, 야크샤, 나무 숭배자 등 무니 전통이 크게 자리 잡고 있었다. 무니 전통은 "기도문을 암송하고, 호마를 수행하며, 가정적인 생활을 영위하는" 리쉬들과 달리 "요가, 명상, 포기, 방랑 수행"에 중점을 두었다.
사무엘에 따르면, 코살라에는 "다산과 상서로움의 종교에 대한 광범위한 도상학적 증거"가 있다. 홉킨스에 따르면 이 지역은 다음과 같이 표시되었다.
...여성 권력의 세계, 자연의 변화, 신성한 땅과 신성한 장소, 피의 희생, 그리고 공동체를 대표하여 오염을 받아들이는 의식주의자들.

#### 불교
코살라는 특히 고타마 싯다르타의 삶과 깊은 관련을 맺고 있었다. 싯다르타는 숫타니파타에서 마가다의 왕에게 자신을 코살라인으로 소개했다. 맛지마 니까야에서도 파세나디가 싯다르타를 코살라인으로 언급하고 있다. 그는 많은 시간을 슈라바스티, 특히 기원정사에서 제자들을 가르치며 보냈다. 사무엘에 따르면 초기 불교는 쿠루-판칼라 영역에서 발달되어 이미 확립된 베다-브라만계에 대한 항쟁이 아니라, 그 영역에서 브라만에게 부여된 우월적 지위와 이 베다-브라만계의 영향력 확대에 대한 반대였다.

## 역사

### 마우리아 이전
기원전 6세기경에는 코살라의 첫 번째 수도였던 슈라바스티가 겨우 정착했지만, 진흙 요새가 생겨났다. 기원전 500년경에는 베다인들이 코살라로 이주했다.

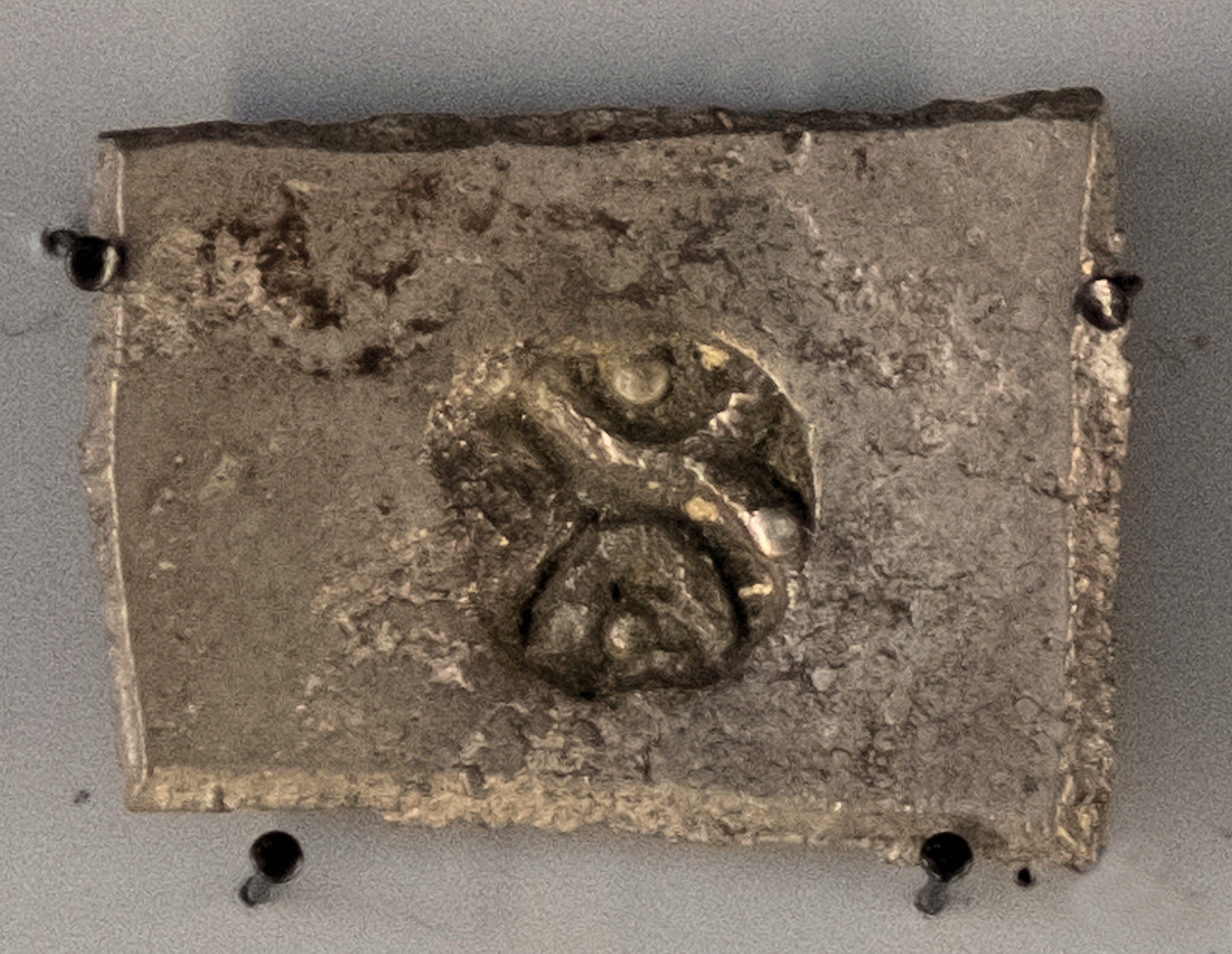
코살라 동전, 기원전 400-300년

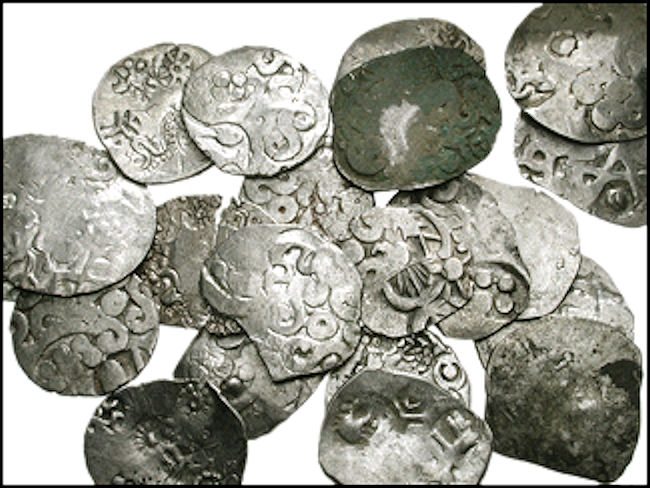
코살라 카르샤파나, 기원전 5세기.

기원전 5세기에 마하코살라 왕의 통치 하에 이웃한 카시 왕국을 정복하였다. 마하코살라의 딸은 마가다의 빔비사라 왕의 첫 번째 부인으로 시집갔으며, 이 때 빔비사라는 지참금으로 수입이 100,000에 달하는 카시를 받았다. 이 결혼은 코샬라와 마가다 사이의 긴장을 일시적으로 완화시켰다.
마하코살라의 아들 파세나디의 시대에 코살라는 칼라마 부족 공화국의 종주국이 되었고, 파세나디의 영토는 그의 왕국의 동쪽에 사는 강력한 리차비 부족과 우호적인 관계를 유지했다.
파세나디의 통치 기간 동안 탁실라에서 교육을 받은 반둘라라는 말라인은 말라와 코살라 사이의 좋은 관계를 유지하기 위해 코살라 왕 휘하의 장군으로 복무하였다. 이후 반둘라는 아내 말리카와 함께 리차비족의 성스러운 욕조를 침범했고, 이로 인해 코살라와 리차비 사이에 무력적인 적대관계가 발생했다. 반둘라는 이후 파세나디에 의해 아들들과 함께 배신당해 살해되었다. 이에 대한 보복으로 일부 말라인들은 반둘라의 죽음을 복수하기 위해 파세나디의 아들 비두다바가 코살라의 왕위를 찬탈하는 것을 도왔고, 파세나디는 코살라를 탈출하여 마가다의 수도 라자그리하의 성문 앞에서 사망했다.
비두다바의 통치 중 어느 시점에 코살라는 칼라마족을 완전히 합병했다. 칼라마족이 붓다 사후에 그의 사리를 나누어달라고 요청하지 않은 것은 아마도 그때쯤에는 독립성을 잃었기 때문이었을 것이다.
석가모니 사후, 비두다바는 한때 코살라의 일부였던 샤카 공화국과 콜리야 공화국을 침공하여 그들의 영토를 정복하려 했다. 양측 모두 막대한 인명 피해를 입은 긴 전쟁 끝에 비두다바는 마침내 사캬와 콜리야에게 승리하고 그들의 국가를 합병했다. 이 전쟁의 세부 사항은 후대의 불교 기록에 의해 과장되었는데, 비두다바의 침공은 비두다바의 어머니가 된 노예 소녀를 아버지에게 시집보낸 것에 대한 보복 때문이라고 주장했다. 실제로는 비두다바의 샤카 침공이 마가다 국왕 아자타샤트루가 밧지 공주의 아들이었고, 따라서 어머니의 고향 땅에 관심이 있었기 때문에 밧지 동맹을 정복한 것과 비슷한 동기를 지녔을 가능성이 있다.
샤카를 정복하는 동안 코살라가 입은 막대한 인명 손실로 인해 코살라는 곧 동쪽 이웃인 마가다에 합병되었고 비두다바는 아자타샤트루에게 패배하며 살해당했다.
마가다의 마하파드마 난다의 통치하에 코살라는 반란을 일으켰으나 곧 진압되었다.

### 마우리아 시대
마우리아 시대 동안 코살라는 행정적으로 카우샴비의 총독 치하에 있었던 것으로 추정된다. 아마도 찬드라굽타 마우리아 통치 기간에 발행된 것으로 추정되는 소가우라 동판 비문은 슈라바스티의 기근과 관리들이 시행해야 할 구호 조치를 다루고 있다. 가르가 삼히타의 유가 푸라나에는 마지막 마우리아 통치자 브리하드라타의 통치 기간 동안 야바나(인도 그리스)의 침략과 이후 사케타의 점령에 대해 언급하고 있다.

### 마우리아 이후 시대

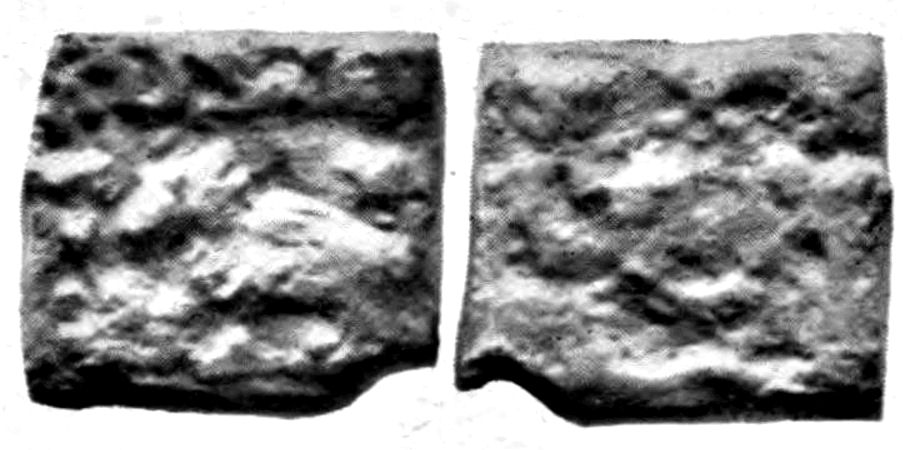
코살라의 아요디아에서 주조된 통치자 물라데바의 동전.
앞면: 물라데바사, 코끼리는 왼쪽을 향한 상징이다.
뒷면: 화환, 기호 위, 뱀 아래.

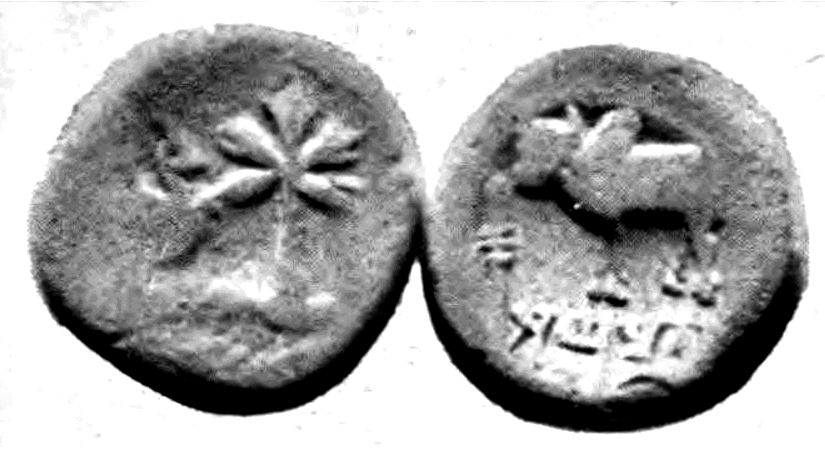
코살라의 아요디아에서 발행된 통치자 아리아미트라의 동전.
앞면: 오른쪽을 향한 나무에 공작이 있다.
뒷면: 이름 아야미타사, 왼쪽을 향하는 기둥에 혹이 있는 황소.

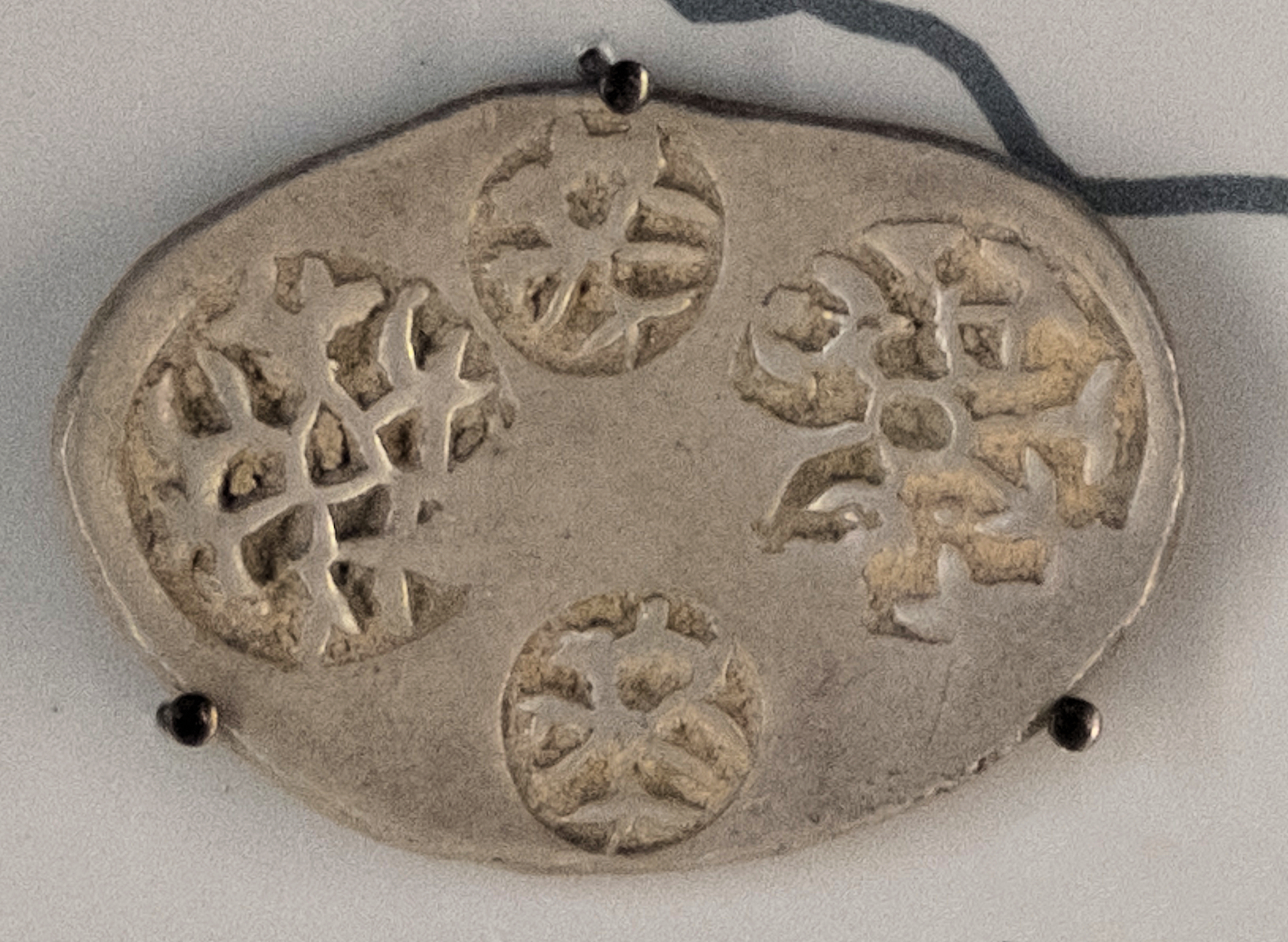
카시 동전, 기원전 400-300년.

마우리아 시대 이후 코살라의 여러 통치자들의 이름은 그들이 발행한 정사각형 구리 동전에서 알려져 있으며, 대부분은 아요디아에서 발견되었다. 데바 왕조를 형성한 통치자들은 물라데바, 바유데바, 비샤카데바, 다나데바, 나라다타, 예세타다타, 시바닷타 등이 있다. 동전의 물라데바 왕이 숭가 황제 바수미트라를 살해한 물라데바와 동일 인물인지 아닌지 알 수 있는 방법은 없다(역사학자 자간나트가 시도한 바 있지만). 동전의 다나데바 왕은 아요디아 비문의 다나데바 왕(기원전 1세기)과 동일인물이다. 이 산스크리트어 비문에서 카우시키푸트라 다나데바 왕은 아버지 팔구데바를 기리기 위해 케타나(깃대)를 세우는 것에 대해 언급하고 있다. 이 비문에서 그는 자신이 푸시야미트라 숭가의 여섯 번째 후손이라고 주장했다. 다나데바는 주조 주화와 판금형 동전을 모두 발행했으며 두 종류 모두 앞면에 황소가 그려져 있다.
코살라에서 동전이 발견된 다른 지역 통치자들은 사티야미트라, 아리아미트라, 비자야미트라, 데바미트라가 있으며, 이름이 "-미트라"로 끝나기 때문에 "코살라의 후기 미트라 왕조"라고도 불린다. 주화를 통해 알려진 다른 통치자는 쿠무다세나, 아자바르만, 상하미트라가 있다.

## 같이 보기
- 아요디아
- 라마 (신화)
- 파세나디
- 자나파다